# Spikebuccinum
Spikebuccinum is een geslacht van weekdieren uit de klasse van de Gastropoda (slakken).

## Soort
- Spikebuccinum stephaniae Harasewych & Kantor, 2004